# 拉埃里
拉埃里（法語：La Hérie，法語發音：[la eʁi]）是法国上法蘭西大區埃纳省的一个市镇，属于韦尔万区。

## 地理
拉埃里（49°53'2"N, 4°2'53"E）面积4.22 平方千米，位于法国上法蘭西大區埃纳省，该省份为法国北部内陆省份，北起北部省，西接索姆省和瓦兹省，东临阿登省和马恩省，西南至塞纳-马恩省，东北部与比利时接壤。
与拉埃里接壤的市镇（或旧市镇、城区）包括：比尔、埃帕尔西、朗杜济拉维尔、蒂耶拉什地区奥里尼。

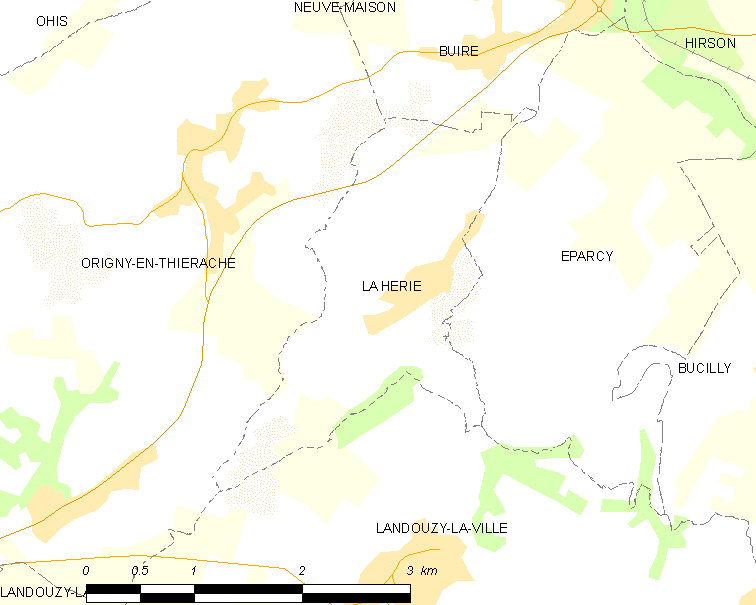
拉埃里的OSM定位图

拉埃里的时区为UTC+01:00、UTC+02:00（夏令时）。

## 行政
拉埃里的邮政编码为02500，INSEE市镇编码为02378。

## 政治
拉埃里所属的省级选区为伊尔松县。

## 人口

1962-2008年间拉埃里人口变化图示

拉埃里于2022年1月1日时的人口数量为121人。